# Herbert Siegmund
Herbert Siegmund (* 14. April 1892 in Rybnik; † 22. Februar 1954 in Münster) war ein deutscher Pathologe und Hochschullehrer.

## Leben
Siegmund wuchs im oberschlesischen Ort Rybnik auf und machte in Ratibor sein Abitur. Danach studierte er an der Universität Breslau Medizin und war im Corps Silesia aktiv.
Nach einem Wechsel an die Universität München legte er dort 1916 sein medizinisches Staatsexamen ab und promovierte zum Dr. med.
Unmittelbar danach musste er im Ersten Weltkrieg als Assistent eines Pathologen der Armee arbeiten. Nach Kriegsende kehrte er an das Pathologische Institut der Universität München zurück, wechselte aber bereits 1920 an die Universität zu Köln, wo er sich 1921 habilitierte sowie 1920 Mitglied des Corps Friso-Luneburgia Köln und 1921 des Corps Hansea Köln geworden war. 1925 wurde er zum a.o. Professor ernannt. 1930 übernahm er die Prosektur vom Katharinenhospital Stuttgart.
1933 wurde er Mitglied der NSDAP (Mitgliedsnummer 3.228.360) 1935 folgte er einem Ruf an die Universität Kiel, wo er Ordinarius wurde.
Im Zweiten Weltkrieg wurde er zum Oberstabsarzt befördert und 1942 zum beratenden Pathologen im Wehrkreis VI bestellt. Im Oktober 1942 nahm er an der Tagung „Seenot“ teil, bei der die Menschenversuche an Häftlingen des KZ Dachau abgehandelt wurden. Im selben Jahr wechselte Siegmund an die Westfälische Wilhelms-Universität Münster, an der er bis zu seinem Tode tätig war. 1943 wurde er zu ihrem Rektor ernannt.
1944 wurde er in den wissenschaftlichen Beirat des Generalkommissars für das Sanitäts- und Gesundheitswesen Karl Brandt berufen, und Adolf Hitler zeichnete ihn mit der Goethe-Medaille für Kunst und Wissenschaft aus.
Siegmund blieb nach Kriegsende Professor und gehörte seit 1948 der Redaktion der Zeitschrift Grenzgebiete der Medizin an.

## Ehrungen
Von der Universität Köln wurde ihm wegen seiner Verdienste um die Pathologie des Zahnes und des Zahnhalteapparats die Würde eines Dr. med. dent. h. c. der Zahnheilkunde verliehen. Von der deutschen Ärzteschaft wurde er 1953 mit ihrer höchsten Auszeichnung, der Paracelsus-Medaille, geehrt.

## Werke
- Untersuchungen über den Einfluss der Milzexstirpation auf den Fettgehalt des Blutes. Dissertation. München 1918.
- Reticuloendothel und aktives Mesenchym. Urban & Schwarzenberg, Berlin 1927.
- Untersuchungen über die Beanspruchung der Kiefergelenke und ihre geweblichen Folgen. G. Thieme, Leipzig 1934.
- Diagnose der Herderkrankungen. Hanser, München 1953.
- Pathologische Histologie der Mundhöhle. Leipzig 1964.